# La Côte-en-Couzan
La Côte-en-Couzan – miejscowość i gmina we Francji, w regionie Owernia-Rodan-Alpy, w departamencie Loara.
Według danych na rok 1990 gminę zamieszkiwało 81 osób, a gęstość zaludnienia wynosiła 9 osób/km² (wśród 2880 gmin regionu Rodan-Alpy La Côte-en-Couzan plasuje się na 1539. miejscu pod względem liczby ludności, natomiast pod względem powierzchni na miejscu 1202.).